# Djouori-Agnili
Djouori-Agnili es un departamento de la provincia de Haut-Ogooué en Gabón. En octubre de 2013 presentaba una población censada de 4210 habitantes. Su chef-lieu es Bongoville.
Se encuentra ubicado al este del país, en el entorno de las mesetas Batéké y del río Mpassa, cerca de la frontera con la República del Congo.

## Subdivisiones
Contiene tres subdivisiones de tercer nivel (población en 2013):
- Comuna de Bongoville (2633 habitantes)
- Cantón de Kayié (280 habitantes)
- Cantón de Lékeye (1297 habitantes)